# EW92
ET 166 (oznaczenie na PKP EW92) – elektryczne zespoły trakcyjne produkowane w roku 1936 i eksploatowane na liniach S-Bahn w Berlinie. Wyprodukowano 34 jednostki. 6 z nich zostało odbudowanych w latach 1961–1963 w Polsce, w zakładach ZNTK Gdańsk i były eksploatowane na liniach SKM w Trójmieście do czasu zmiany napięcia sieci trakcyjnej na 3 kV.
Składy te w systemie komunikacyjnym Berlina funkcjonowały do 2003 r.